# Apofenie
Apofenie is het in willekeurige of niet gerelateerde gegevens patronen opmerken en daarin betekenissen lezen die er niet zijn. 
Het heeft betrekking op psychologische denkfouten, waaronder de gokkersmisvatting. Het is aannemelijk te maken dat de hersenen van mensen en dieren gedurende de evolutie een mechanisme voor patroonherkenning juist ontwikkeld hebben als voorspellend orgaan. Zodoende zouden zaken als gevaar of voedselkwaliteit beter herkend of voorspeld kunnen worden. Indien er een vals positieve herkenning plaatsvindt, is er sprake van apofenie.
Apofenie is ook vaak aanwezig voorafgaand aan een psychose. De wiskundige John Forbes Nash leed aan apofenie; dit is goed voorgesteld in A Beautiful Mind (2001), een biografische film over zijn leven. Antipsychotica kunnen helpen.
Een voorbeeld van apofenie is pareidolie, waarbij in willekeurige afbeeldingen of waarnemingen een levensvorm wordt herkend. De Holtzman Inkblot Test maakt gebruik van dit fenomeen: mensen herkennen levensvormen in inktvlekken en wolkenpatronen. Dit kan veroorzaakt worden door de sterke werking van zintuiglijke gezichtsherkenning, in een hersengedeelte dat gespecialiseerd is in het herkennen van gezichten.